# قطعنامه ۱۸۱ شورای امنیت
قطعنامه ۱۸۱ شورای امنیت سازمان ملل متحد که در تاریخ ۰۷ اوت ۱۹۶۳ تصویب شد، سندی بین‌المللی دربارهٔ سؤال در رابطه با به سیاست‌های دولت جمهوری آپارتاید آفریقای جنوبی است. این قطعنامه طی نشست ۱۰۵۶ام با ۹ موافق، ۰ مخالف و ۲ ممتنع تصویب شد.